# 忠重海兔螺
忠重海兔螺（学名：Primovula tadashigei）是一個迷你海螺的物種，屬於寶螺總科海兔螺科原梭螺属的一种海洋腹足纲软体动物。

## 分佈及棲息地
本物種只見於台灣新北市的野柳。

## 語源
本物種的種小名源自日本的海洋生物學家波部忠重。

## 外部連結
- 維基物種上的相關：忠重海兔螺